# Yangcun (köpinghuvudort i Kina, Jiangxi Sheng, lat 24,64, long 114,63)
Yangcun är en köpinghuvudort i Kina. Den ligger i provinsen Jiangxi, i den sydöstra delen av landet, omkring 470 kilometer söder om provinshuvudstaden Nanchang. Antalet invånare är 38 538. Befolkningen består av 19 572 kvinnor och 18 966 män. Barn under 15 år utgör 29,0 %, vuxna 15-64 år 62 %, och äldre över 65 år 8,0 %.
Runt Yangcun är det ganska tätbefolkat, med 134 invånare per kvadratkilometer. Yangcun är det största samhället i trakten. I omgivningarna runt Yangcun växer i huvudsak blandskog.
Genomsnittlig årsnederbörd är 2 068 millimeter. Den regnigaste månaden är maj, med i genomsnitt 388 mm nederbörd, och den torraste är oktober, med 15 mm nederbörd.